# Tetragoneuria sepia
Tetragoneuria sepia är en trollsländeart som beskrevs av Howard Kay Gloyd 1933. Tetragoneuria sepia ingår i släktet Tetragoneuria och familjen skimmertrollsländor. Inga underarter finns listade i Catalogue of Life.